# Bommeria pedata
Bommeria pedata är en kantbräkenväxtart som först beskrevs av Olof Peter Swartz, och fick sitt nu gällande namn av Fournier. Bommeria pedata ingår i släktet Bommeria och familjen Pteridaceae. Inga underarter finns listade.